# Јован Маљоковић
Јован Маљоковић (Ваљево, 1943) српски је џез саксофониста, композитор и аранжер. Оснивач је и члан „Балкан салса бенда“ и уметнички директор Ваљевског џез фестивала.

## Биографија
Рођен је 27. јануара 1943. године у Ваљеву где је завршио гимназију и музичку школу (кларинет). Од 1961. године живи у Београду. На почетку каријере свирао је у пратећем бенду Наде Кнежевић на турнејама по северној и западној Европи. 1967. године у Београду оснива „Јован Маљоковић секстет“. Бенд побеђује у на такмичењу у џез емисији тадашње Телевизије Београд. Следе фестивали и гостовања на радио и телевизијским станицама. Са Радмилом Караклајић и Ђолетом Марјановићем учествовао је на 16 великих турнеја по Совјетском Савезу. Сарађивао је са познатим џез музичарима Лалом Ковачевим, Мишом Бламом, Милошем Петровићем. Као гостујући музичар појављује се на албумима поп и рок музичара (Рибља Чорба, Бијело дугме, Здравко Чолић, Пилоти и други). Са бендом Горана Бреговића „Оркестар за свадбе и сахране“ свирао је четири године. „Балкан салса бенд“, који је основао Јован Маљоковић снимио је 10 албума.
Добитник је Награде за животно дело које додељује Нишвил џез фестивал за 2015. годину.

## Дискографија
- Крчма Џерима ПГП РТБ 1985.
- Са-Са за џезере ПГП РТБ 1989.
- Салса у Београду ПГП РТС 1993.
- Балкан Салса Vertical Jazz 1994.
- ПГП РТС 1998.
- Мерак ПГП РТС 2000.
- ПГП РТС 2003.
- ПГП РТС 2006.
- Индискретно огледало ПГП РТС 2009.
- Корак до сна ПГП РТС 2012.